# Рогатые трупоеды
ВИНШОЗВТРМ (вокально-инструментальный некрошапито-оркестр замогильно-веселой тревожной РОГ-музыки) «Рогатые трупоеды» (англ. Horned Necrocannibals) — российская дэт-метал-группа, порой сочетающая в своей музыке и лирике комедийные и пародийные элементы.

## История
Музыкальный коллектив Рогатые трупоеды был образован 5 июля 2001 года стараниями сайта Metalkings.ru, освещающего мир тяжёлой музыки. Уже в сентябре 2001 года состав записал демо Девки, секс и трупный яд, которое было разослано по различного рода лейблам. В конце этого же года под лейблом CD-Maximum вышел одноимённый альбом.

## Состав
- Некрозавр — вокал
- Дарт Мясогоблин — вокал
- Эксгуматор — гитара
- Языкастый — гитара
- Эль Пиранья — бас
- Вендиго — ударные

### Бывшие участники
- Винторог — бас (2006—2014)
- Спиногрыз — бас (2001—2006)
- Микроканнибал — ударные (2005—2014)
- Душежнец — ударные (2003—2005)
- Череподробильник — ударные (2001—2003)

## Дискография

### Студийные альбомы
- 2001 — Девки, секс и трупный яд
- 2009 — Circvs Ov Sins: Enter The Vices
- 2014 — Забодаю и съем
- 2018 — Eclectopsy

### Мини-альбомы
- 2008 — The Kvlt and Troo and Eevil and Grimm and Nekro EP
- 2015 — Отруби лихую голову EP